# 近蛇腹一
水蛇座θ，是以拜耳命名法命名，位於南天水蛇座的一顆恆星藍白色調的恆星。它的光度微弱，視星等只有 +5.53等，肉眼隱約可以看見它。根據從地球測得的年周視差6.34mas ，它位於離太陽510光年處。在這樣的距離上，由於星際塵埃的消光，它的視星等因而減弱0.1等。它正以每秒12.3公里的徑向速度遠離太陽。
恆星光譜為B8 III/IV，表明這是一顆演化的B型恆星，呈現次巨星或巨星的混合特徵。它是PGa星，這是一種溫度較高，稱為汞錳星（HgMn星）的恆星。也就是說，除了離子的汞和錳外，它的光譜還顯示出豐富的磷（P）和鎘(Ga)的光譜。因此，水蛇座θ成為此類恆星的範例。但是，這些元素的離子吸收線各不相同，很可能是由於在表面分布的不均勻，加上恆星的選轉造成的。它的光譜類型顯示氦吸收線非常微弱，因此是一顆弱氦星，也檢測到微弱和可變的縱向恆星磁場 。
它的附近有光譜為A0IV的伴星，在2002年測定的位置角為179°，角距離0.1角秒。雖然Eggleton和Tokovinin（2008年）將它們配對，認為可能是一組聯星，但舍勒（Schöller）等人(2010年)認為這是一個光學伴星。